# Krasnaya Nunatak
Krasnaya Nunatak är en nunatak i Antarktis. Den ligger i Östantarktis. Australien gör anspråk på området. Toppen på Krasnaya Nunatak är 1 309 meter över havet.
Terrängen runt Krasnaya Nunatak är huvudsakligen platt, men österut är den kuperad. Trakten är obefolkad. Det finns inga samhällen i närheten. 